# Тимелія абісинська
Тиме́лія абісинська (Sylvia abyssinica) — вид горобцеподібних птахів родини кропив'янкових (Sylviidae). Мешкає в Східній і Центральній Африці.

## Таксономія
Раніше абісинську тимелію відносили до роду Pseudoalcippe в родині тимелієвих, однак за результатами молекулярно-філогенетичного дослідження вид був переведений до роду Кропив'янка (Sylvia) в родині кропив'янкових.

## Опис

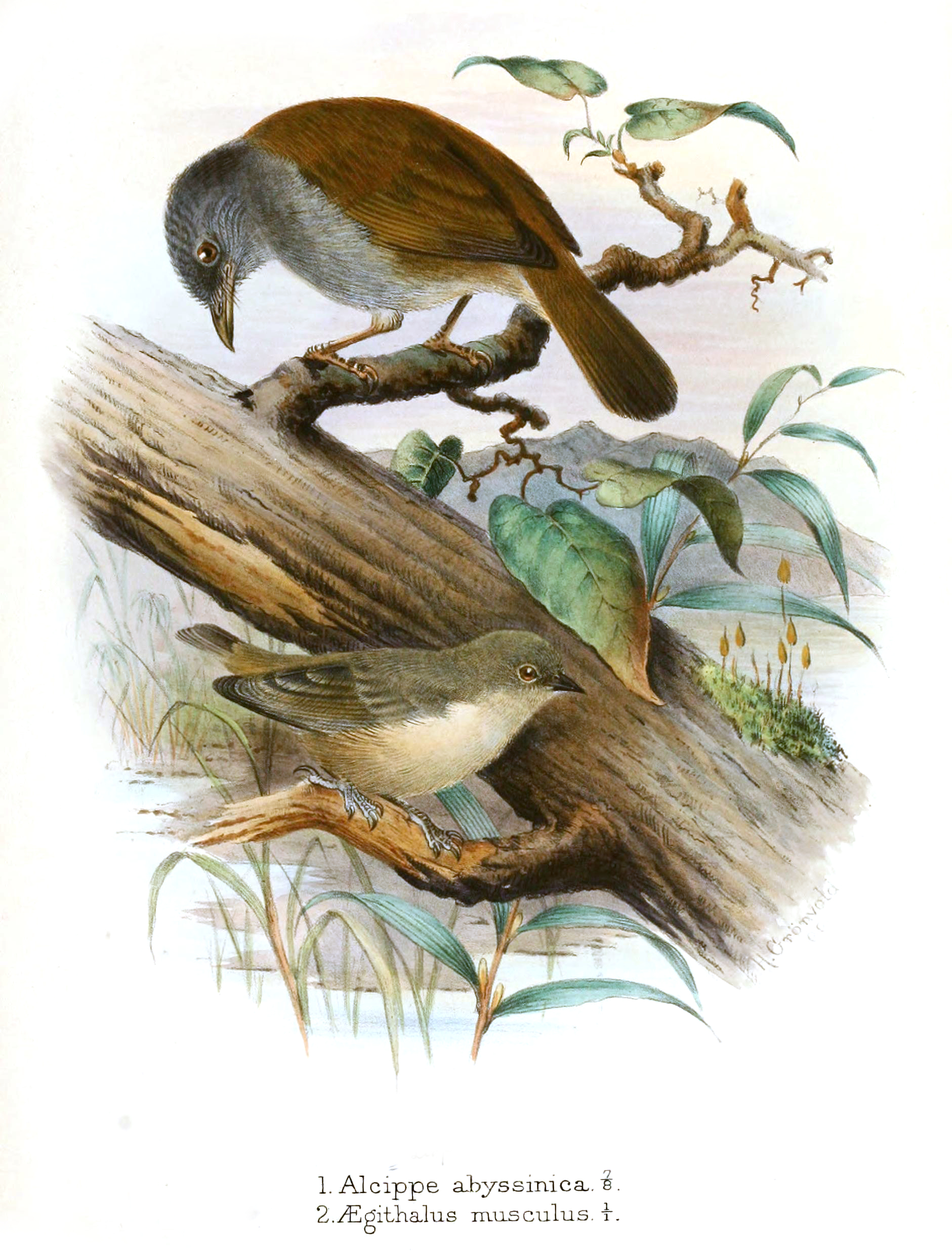
Абісинська тимелія (зверху) і блідий ремез (знизу)

Довжина птаха становить 14-25 см, вага 13-15 г. Верхня частина тіла яскраво-рудувато-коричнева, голова контрастно сіра. Нижня частина тіла сіра, поцяткована малопомітними білими смужками, живіт дещо світліший. Пера на боках і стегнах мають охристий відтінок. Очі карі, під час сезону розмноження стають червоними. Дзьоб зверху чорний, знизу світліший, лапи сірувато-сірі.

## Підвиди
Виділяють шість підвидів:
- S. a. monachus (Reichenow, 1892) — гора Камерун;
- S. a. claudei (Alexander, 1903) — острів Біоко;
- S. a. ansorgei (Rothschild, 1918) — захід центральної Анголи, південний схід ДР Конго, захід Танзанії;
- S. a. stierlingi (Reichenow, 1898) — центр і південний захід Танзанії;
- S. a. stictigula (Shelley, 1903) — північний схід Замбії, північ Малаві і північний захід Мозамбіку;
- S. a. abyssinica (Rüppell, 1840) — від Південного Судану і центральної Ефіопії до північно-східної Танзанії.

Чорноголова тимелія раніше вважалася підвидом ефіопської тимелії, однак була визнана окремим видом.

## Поширення і екологія
Ареал абісинських тимелій дуже фрагментований. Вони локально поширені в Південному Судані, Ефіопії, Кенії, Танзанії, Малаві, Мозамбіку, Демократичній Республіці Конго, Анголі, Камеруні і Екваторіальній Гвінеї. Вони живуть у вологих і сухих гірських тропічних лісах, на узліссях і галявинах, у високогірних чагарникових заростях та на плантаціях, іноді в галерейних лісах. Зустрічаються парами, на висоті від 900 до 3000 м над рівнем моря. Іноді приєднуються до змішаних зграй птахів. Живляться дрібними плодами і комахами, яких шукають серед листя.